# The Chase
The Chase är det andra albumet från den norska sångerskan Marit Larsen. Det släpptes den 13 oktober 2008. Albumet innehåller tio låtar, varav sju är skrivna helt på egen hand av Larsen. Albumet nådde första plats på den norska albumlistan där det stannade inom topp 40 i tjugoen veckor.

## Låtlista
1. "The Chase" - 3:31
2. "If a Song Could Get Me You" - 3:30
3. "This Is Me, This Is You" - 4:05
4. "Ten Steps" - 3:26
5. "Steal My Heart" - 3:44
6. "Is It Love" - 4:47
7. "Fuel" - 2:04
8. "Addicted" - 3:41
9. "I've Heard Your Love Songs" - 3:43
10. "Fences" - 4:52

## Listplaceringar
| Lista (2008) | Topplacering |
| ------------ | ------------ |
| Norge        | 1            |